# Afrika-Cup 2010

Nationales Logo des Afrika-Cups in Angola

Der Afrika-Cup 2010 (englisch African Cup of Nations, französisch Coupe d’Afrique des Nations, portugiesisch Taça de África das Nações) war die 27. Ausspielung der afrikanischen Kontinentalmeisterschaft im Fußball und fand vom 10. bis 31. Januar in Angola statt. Sponsor des Turniers war das Telekommunikationsunternehmen Orange. Der offizielle Name des Turniers wurde dementsprechend in Orange Africa Cup of Nations 2010 geändert.
Zur Reduzierung des Teilnehmerfeldes mit der bisherigen Rekordzahl von 53 Bewerbern auf die 16 Endrundenteilnehmer wurden zum zweiten Mal nach 2006 die afrikanischen Qualifikationsgruppen zur Fußball-Weltmeisterschaft herangezogen, wobei sich die ersten drei Mannschaften der fünf Gruppen der dritten Qualifikationsrunde für den Afrika-Cup 2010 qualifizierten. Die Gruppensieger qualifizierten sich für die WM-Endrunde 2010. Diese Regelung, dass keine separate Qualifikationsrunde ausgespielt wurde, war ein Zugeständnis des afrikanischen Verbandes CAF an die afrikanischen Nationalspieler, die zum größten Teil in europäischen Fußballclubs spielen und einen überaus engen Terminkalender haben.
Letztlich qualifizierten sich folgende Mannschaften: Ägypten, Algerien, Angola, Benin, Burkina Faso, Elfenbeinküste, Gabun, Ghana, Kamerun, Malawi, Mali, Mosambik, Nigeria, Sambia und Tunesien. Wegen des Rückzugs von Togo aufgrund eines Terroranschlags reduzierte sich die Anzahl der Teilnehmer auf 15 Mannschaften. Somit wurden statt 32 nur 29 Spiele ausgetragen.
Gespielt wurde mit vier Gruppen zu je vier Teams. Eine Ausnahme bildet die Gruppe B, in der auf Grund des Rückzugs bzw. der Disqualifikation von Togo zu Beginn des Afrika-Cups nur drei Mannschaften spielen. Bei Punktgleichheit zweier Mannschaften entschied in der folgenden Reihenfolge über den Tabellenplatz und das Weiterkommen: die höhere Anzahl der Punkte im direkten Vergleich, die bessere Tordifferenz im direkten Vergleich, die größere Anzahl erzielter Tore im direkten Vergleich, die bessere Tordifferenz aus allen Gruppenspielen, die größere Anzahl erzielter Tore in allen Gruppenspielen, die Fair-Play-Wertung und letztlich das Los. Die beiden besten Mannschaften jeder Gruppe spielten dann wie gehabt ab dem Viertelfinale im K.-o.-System den Turniersieger aus. Stand es bei den Spielen der Finalrunde nach der regulären Spielzeit von 90 Minuten unentschieden, kam es zur Verlängerung von zweimal 15 Minuten und eventuell (falls immer noch kein Sieger feststeht) zum Elfmeterschießen.
Ägypten gelang nach 2006 und 2008 der Titelhattrick und wurde zum siebenten Mal Afrikameister im Fußball.

## Spielorte
| Luanda |

| Benguela |

| Cabinda |

| Lubango |

| Luanda |

| Benguela |

| Cabinda |

| Lubango |

## Kader
→ siehe Hauptartikel: Afrika-Cup 2010/Kader

## Gruppenphase
Die Auslosung der Gruppen fand am 20. November 2009 in Luanda statt. Die Gruppenspiele fanden bis auf die Eröffnung in Gruppe A und den letzten Spieltag jeweils im Rahmen von Doppelveranstaltungen statt.

### Gruppe A
| Pl. | Land     | Sp. | S | U | N | Tore    | Diff. | Punkte |
| --- | -------- | --- | - | - | - | ------- | ----- | ------ |
| 1.  | Angola   | 3   | 1 | 2 | 0 | 006:400 | +2    | 05     |
| 2.  | Algerien | 3   | 1 | 1 | 1 | 001:300 | −2    | 04     |
| 3.  | Mali     | 3   | 1 | 1 | 1 | 007:600 | +1    | 04     |
| 4.  | Malawi   | 3   | 1 | 0 | 2 | 004:500 | −1    | 03     |

|                       |   |          |           |
| 10. Januar in Luanda  |   |          |           |
| Angola                | – | Mali     | 4:4 (2:0) |
| 11. Januar in Luanda  |   |          |           |
| Malawi                | – | Algerien | 3:0 (2:0) |
| 14. Januar in Luanda  |   |          |           |
| Mali                  | – | Algerien | 0:1 (0:1) |
| 14. Januar in Luanda  |   |          |           |
| Angola                | – | Malawi   | 2:0 (0:0) |
| 18. Januar in Luanda  |   |          |           |
| Angola                | – | Algerien | 0:0       |
| 18. Januar in Cabinda |   |          |           |
| Mali                  | – | Malawi   | 3:1 (2:0) |

### Gruppe B
| Pl. | Land           | Sp.           | S             | U             | N             | Tore          | Diff.         | Punkte        |
| --- | -------------- | ------------- | ------------- | ------------- | ------------- | ------------- | ------------- | ------------- |
| 1.  | Elfenbeinküste | 2             | 1             | 1             | 0             | 003:100       | +2            | 04            |
| 2.  | Ghana          | 2             | 1             | 0             | 1             | 002:300       | −1            | 03            |
| 3.  | Burkina Faso   | 2             | 0             | 1             | 1             | 000:100       | −1            | 01            |
|     | Togo           | zurückgezogen | zurückgezogen | zurückgezogen | zurückgezogen | zurückgezogen | zurückgezogen | zurückgezogen |

Die drei Spiele Togos wurden abgesagt.
|                       |   |              |           |
| 11. Januar in Cabinda |   |              |           |
| Elfenbeinküste        | – | Burkina Faso | 0:0       |
| 11. Januar            |   |              |           |
| Ghana                 | – | Togo         | ––        |
| 15. Januar            |   |              |           |
| Burkina Faso          | – | Togo         | ––        |
| 15. Januar in Cabinda |   |              |           |
| Elfenbeinküste        | – | Ghana        | 3:1 (1:0) |
| 19. Januar in Luanda  |   |              |           |
| Burkina Faso          | – | Ghana        | 0:1 (0:1) |
| 19. Januar            |   |              |           |
| Elfenbeinküste        | – | Togo         | ––        |

### Gruppe C
| Pl. | Land     | Sp. | S | U | N | Tore    | Diff. | Punkte |
| --- | -------- | --- | - | - | - | ------- | ----- | ------ |
| 1.  | Ägypten  | 3   | 3 | 0 | 0 | 007:100 | +6    | 09     |
| 2.  | Nigeria  | 3   | 2 | 0 | 1 | 005:300 | +2    | 06     |
| 3.  | Benin    | 3   | 0 | 1 | 2 | 002:500 | −3    | 01     |
| 4.  | Mosambik | 3   | 0 | 1 | 2 | 002:700 | −5    | 01     |

|                        |   |          |           |
| 12. Januar in Benguela |   |          |           |
| Ägypten                | – | Nigeria  | 3:1 (1:1) |
| 12. Januar in Benguela |   |          |           |
| Mosambik               | – | Benin    | 2:2 (1:2) |
| 16. Januar in Benguela |   |          |           |
| Nigeria                | – | Benin    | 1:0 (1:0) |
| 16. Januar in Benguela |   |          |           |
| Ägypten                | – | Mosambik | 2:0 (0:0) |
| 20. Januar in Benguela |   |          |           |
| Ägypten                | – | Benin    | 2:0 (2:0) |
| 20. Januar in Lubango  |   |          |           |
| Nigeria                | – | Mosambik | 3:0 (1:0) |

### Gruppe D
| Pl. | Land     | Sp. | S | U | N | Tore    | Diff. | Punkte |
| --- | -------- | --- | - | - | - | ------- | ----- | ------ |
| 1.  | Sambia   | 3   | 1 | 1 | 1 | 005:500 | ±0    | 04     |
| 2.  | Kamerun  | 3   | 1 | 1 | 1 | 005:500 | ±0    | 04     |
| 3.  | Gabun    | 3   | 1 | 1 | 1 | 002:200 | ±0    | 04     |
| 4.  | Tunesien | 3   | 0 | 3 | 0 | 003:300 | ±0    | 03     |

|                        |   |          |           |
| 13. Januar in Lubango  |   |          |           |
| Kamerun                | – | Gabun    | 0:1 (0:1) |
| 13. Januar in Lubango  |   |          |           |
| Sambia                 | – | Tunesien | 1:1 (1:1) |
| 17. Januar in Lubango  |   |          |           |
| Gabun                  | – | Tunesien | 0:0       |
| 17. Januar in Lubango  |   |          |           |
| Kamerun                | – | Sambia   | 3:2 (0:1) |
| 21. Januar in Benguela |   |          |           |
| Gabun                  | – | Sambia   | 1:2 (0:1) |
| 21. Januar in Lubango  |   |          |           |
| Kamerun                | – | Tunesien | 2:2 (0:1) |

## Finalrunde
Im Viertel- und Halbfinale, im Spiel um Platz drei und im Finale wird im K.-o.-System gespielt. Steht es bei den Spielen der Finalrunde nach der regulären Spielzeit von 90 Minuten unentschieden, kommt es zur Verlängerung von zweimal 15 Minuten und, falls nach Ende der Verlängerung immer noch kein Sieger feststeht, zum Elfmeterschießen.
|  | Viertelfinale          | Viertelfinale          |                      |                      | Halbfinale           | Halbfinale |  |  | Finale                 | Finale                 |
|  |                        |                        |                      |                      |                      |            |  |  |                        |                        |
|  | 24. Januar in Luanda   |                        |                      |                      |                      |            |  |  |                        |                        |
|  | Angola                 | 0                      |                      |                      |                      |            |  |  |                        |                        |
|  | Angola                 | 0                      | 28. Januar in Luanda |                      |                      |            |  |  |                        |                        |
|  | Ghana                  | 1                      |                      |                      |                      |            |  |  |                        |                        |
|  | Ghana                  | 1                      | Ghana                | 1                    |                      |            |  |  |                        |                        |
|  |                        |                        | Ghana                | 1                    |                      |            |  |  |                        |                        |
|  |                        | Nigeria                | 0                    |                      |                      |            |  |  |                        |                        |
|  | Sambia                 | Nigeria                | 0                    | 0 (4)                |                      |            |  |  |                        |                        |
|  | Sambia                 |                        |                      | 0 (4)                |                      |            |  |  |                        |                        |
|  | Nigeria                | 0 (5)                  |                      | 31. Januar in Luanda | 31. Januar in Luanda |            |  |  |                        |                        |
|  | 25. Januar in Lubango  | 25. Januar in Lubango  | Ghana                | 0                    |                      |            |  |  |                        |                        |
|  | 24. Januar in Cabinda  | 24. Januar in Cabinda  |                      | Ägypten              | 1                    |            |  |  |                        |                        |
|  | Elfenbeinküste         | 2                      |                      |                      |                      |            |  |  |                        |                        |
|  | Algerien               | 3                      |                      |                      |                      |            |  |  |                        |                        |
|  | Algerien               | 3                      | Algerien             | 0                    |                      |            |  |  |                        |                        |
|  |                        |                        | Algerien             | 0                    | Spiel um Platz 3     |            |  |  |                        |                        |
|  |                        | Ägypten                | 4                    |                      |                      |            |  |  |                        |                        |
|  | Ägypten                | Ägypten                | 4                    | 3                    | Nigeria              | 1          |  |  |                        |                        |
|  | Ägypten                | 28. Januar in Benguela |                      | 3                    | Nigeria              | 1          |  |  |                        |                        |
|  | Kamerun                | 1                      |                      | Algerien             | 0                    |            |  |  |                        |                        |
|  | Kamerun                | 1                      |                      |                      | 0                    |            |  |  |                        |                        |
|  | 25. Januar in Benguela | 25. Januar in Benguela |                      |                      |                      |            |  |  | 30. Januar in Benguela | 30. Januar in Benguela |

### Viertelfinale
|                        |   |          |                      |
| 24. Januar in Luanda   |   |          |                      |
| Angola                 | – | Ghana    | 0:1 (0:1)            |
| 24. Januar in Cabinda  |   |          |                      |
| Elfenbeinküste         | – | Algerien | 2:3 n. V. (2:2, 1:1) |
| 25. Januar in Benguela |   |          |                      |
| Ägypten                | – | Kamerun  | 3:1 n. V. (1:1, 1:1) |
| 25. Januar in Lubango  |   |          |                      |
| Sambia                 | – | Nigeria  | 0:0 n. V., 4:5 i. E. |

### Halbfinale
|                        |   |         |           |
| 28. Januar in Luanda   |   |         |           |
| Ghana                  | – | Nigeria | 1:0 (1:0) |
| 28. Januar in Benguela |   |         |           |
| Algerien               | – | Ägypten | 0:4 (0:1) |

Im ersten Halbfinalspiel ging Ghana durch ein Tor von Asamoah Gyan in der 21. Spielminute in Führung und beschränkte sich anschließend darauf den Vorsprung über die Zeit zu bringen. Nigeria konnte sich zwar gegenüber dem Spiel gegen Sambia deutlich steigern, gelang jedoch trotz Feldüberlegenheit und einiger guter Torchancen nicht mehr der Ausgleich. In der Schlussphase vergaben die Ghanaer mehrere Konterchancen, als die Nigerianer alles nach vorne warfen um noch zum Ausgleich zu kommen.
Im Spiel Ägypten-Algerien wurden gleich drei algerische Spieler vom Feld gestellt: Rafik Halliche sah in der ersten Halbzeit nach einem Foul im Strafraum an Emad Moteab die gelb-rote Karte, nachdem er acht Minuten zuvor bereits verwarnt worden war; den anschließenden Elfmeter verwandelte Hosni Abd-Rabou (39.) zu Ägyptens erstem Tor in der Partie, wobei er bei der Ausführung regelwidrig kurz abstoppte und wartete, bis der algerische Torhüter sich für eine Ecke entschieden hatte. Kurz nach dem 2:0 durch Mohamed Zidan (65.) erhielt Nadir Belhadj für ein grobes Foul an Ahmed Al-Muhammadi die rote Karte. Der gerade erst eingewechselte Mohamed Abdel-Shafy erzielte in der 81. Minute aus spitzem Winkel von links das dritte Tor für Ägypten. Fünf Minuten später bekam der algerische Torwart Faouzi Chaouchi schließlich ebenfalls die gelb-rote Karte nach einem Foul an dem eingewechselten Gedo. Den daraufhin eingewechselten Ersatztorwart Mohamed Lamine Zemmamouche konnte Gedo in der dritten Minute der Nachspielzeit ausspielen und erhöhte zum Endstand von 4:0. Es war bereits sein viertes Tor als Einwechselspieler, womit er die alleinige Führung in der Torjägerliste übernahm. Für Ägypten war es der erste Sieg gegen Algerien bei einer Afrika-Meisterschaft, in den vorherigen Begegnungen konnte Algerien gewinnen oder man trennte sich remis.
Das Spiel zwischen Ägypten und Algerien war die erste Begegnung der beiden Mannschaften seit den WM-Qualifikationsspielen am 14. und 18. November 2009, bei denen es zu Ausschreitungen und in der Folge zu politischen Spannungen kam. Spiele zwischen den beiden Mannschaften waren in der Vergangenheit schon häufiger von Übergriffen begleitet.

### Spiel um Platz 3
|                        |   |          |           |
| 30. Januar in Benguela |   |          |           |
| Nigeria                | – | Algerien | 1:0 (0:0) |

### Finale
Im Finale trafen mit Ägypten und Ghana die beiden Mannschaften aufeinander, die bisher am häufigsten im Endspiel des Afrika-Cups standen. Für beide war es die jeweils achte Finalteilnahme.
|                      |   |         |           |
| 31. Januar in Luanda |   |         |           |
| Ghana                | – | Ägypten | 0:1 (0:0) |

## Schiedsrichter
Hauptschiedsrichter:
- Essam Abd el-Fatah
- Mohamed Benouza
- Hélder Martins de Carvalho
- Coffi Codjia
- Noumandiez Doué
- Koman Coulibaly
- Rajindraparsad Seechurn
- Khalil Ibrahim al-Ghamdi
- Badara Diatta
- Eddy Maillet
- Daniel Bennett
- Jerome Damon
- Khalid Abdel Rahman
- Kokou Djaoupe
- Kacem Bennaceur
- Muhmed Ssegonga

Schiedsrichterassistenten:
- Inácio Manuel Candido
- Desire Gahungu
- Evarist Menkouande
- Nasser Sadek Abdel Nabi
- Angesom Ogbamariam
- Ayuba Haruna
- Hassan Kamranifar
- Fooad el-Maghrabi
- Moffat Champiti
- Redouane Achik
- Peter Edibe
- Mohammed al-Ghamdi
- Enock Molefe
- Celestin Ntagungira
- Bechir Hassani
- Kenneth Chichenga

## Torschützenliste
| Rang | Spieler             | Tore |
| ---- | ------------------- | ---- |
| 1    | Gedo                | 5    |
| 2    | Ahmed Hassan        | 3    |
|      | Flávio              | 3    |
|      | Asamoah Gyan        | 3    |
|      | Seydou Keita        | 3    |
| 6    | Emad Moteab         | 2    |
|      | Manucho             | 2    |
|      | Samuel Eto’o        | 2    |
|      | Russel Mwafulirwa   | 2    |
|      | Frédéric Kanouté    | 2    |
|      | Peter Odemwingie    | 2    |
|      | Jacob Mulenga       | 2    |
| 13   | Hosni Abd-Rabou     | 1    |
|      | Mohamed Abdel-Shafy | 1    |
|      | Ahmed Elmohamady    | 1    |
|      | Mohamed Zidan       | 1    |
|      | Hameur Bouazza      | 1    |

| Rang | Spieler              | Tore |
| ---- | -------------------- | ---- |
| 13   | Madjid Bougherra     | 1    |
|      | Rafik Halliche       | 1    |
|      | Karim Matmour        | 1    |
|      | Gilberto             | 1    |
|      | Razak Omotoyossi     | 1    |
|      | Didier Drogba        | 1    |
|      | Gervinho             | 1    |
|      | Salomon Kalou        | 1    |
|      | Abdul Kader Keïta    | 1    |
|      | Siaka Tiéné          | 1    |
|      | Daniel Cousin        | 1    |
|      | Fabrice Do Marcolino | 1    |
|      | André Ayew           | 1    |
|      | Achille Emana        | 1    |
|      | Geremi               | 1    |
|      | Mohamadou Idrissou   | 1    |
|      | Landry N’Guémo       | 1    |

| Rang | Spieler           | Tore |
| ---- | ----------------- | ---- |
| 13   | Davi Banda        | 1    |
|      | Elvis Kafoteka    | 1    |
|      | Mamadou Bagayoko  | 1    |
|      | Mustapha Yatabaré | 1    |
|      | Fumo              | 1    |
|      | Miro              | 1    |
|      | Obafemi Martins   | 1    |
|      | Chinedu Obasi     | 1    |
|      | Victor Obinna     | 1    |
|      | Yakubu            | 1    |
|      | James Chamanga    | 1    |
|      | Rainford Kalaba   | 1    |
|      | Chris Katongo     | 1    |
|      | Amine Chermiti    | 1    |
|      | Zouheir Dhaouadi  | 1    |
|      | Dario Khan        | ET   |
|      | Aurélien Chedjou  | ET   |

## Auszeichnungen
Nahezu sämtliche Individual-Auszeichnungen gingen an Spieler des Turniersiegers Ägypten. Mannschaftskapitän Ahmed Hassan wurde zum besten Spieler des Turniers gekürt, Gedo erhielt neben dem Titel des Torschützenkönigs auch die Auszeichnung als Entdeckung des Turniers. Essam El-Hadary wurde als bester Torhüter des Turniers geehrt. Der Ghanaer Kwadwo Asamoah wurde als „Fair Player“ des Turniers ausgezeichnet.
Zudem stellte die Technische Kommission (Technical Study Group) der CAF eine insgesamt 22-köpfige Mannschaft des Turniers zusammen, aufgeteilt in eine Mannschaft der elf besten Spieler des Turniers, sowie zwölf Ersatzspieler (in Klammern).
Tor: Essam El-Hadary
(Richard Kingson)
Abwehr: Madjid Bougherra, Wael Gomaa, Mabiná
(Emmanuel Mbola)
Mittelfeld: Ahmed Fathy, Peter Odemwingie, Alexandre Song, Ahmed Hassan
(Karim Ziani, André Ayew, Achille Emana, Eric Mouloungui, Seydou Keita)
Angriff: Asamoah Gyan, Mohamed Zidan, Flavio
(Gedo, Salomon Kalou, Chinedu Obasi, Jacob Mulenga, Kwadwo Asamoah)

## Attentat vor Beginn des Turniers
Zwei Tage vor Beginn des Turniers wurde auf die Nationalmannschaft Togos, die sich mit einem Bus auf dem Weg zu ihrem Spielort befand, an der Grenze zwischen der Republik Kongo und der angolanischen Enklave Cabinda ein Attentat verübt. Unbekannte griffen den Bus an und schossen auf Offizielle und Spieler. Dabei wurden der Assistenztrainer Améleté Abalo, der Pressesprecher der togoischen Mannschaft Stanislaus Ocloo und der Busfahrer getötet sowie mehrere Delegationsmitglieder schwer verwundet, mit Kodjovi Obilalé und Serge Akakpo befanden sich auch zwei Spieler unter den Verletzten. Die portugiesische Nachrichtenagentur Lusa meldete, dass sich die Frente para a Libertação do Enclave de Cabinda zu dem Anschlag bekannt habe. Forderungen, aufgrund des Vorfalls das Turnier abzusagen, wurden von der CAF umgehend abgelehnt. Die Entscheidung der togoischen Mannschaft, anstatt mit dem Flugzeug ungesichert mit dem Bus über Land zu fahren, wurde vom Organisationskomitee COCAN scharf kritisiert. Aufgrund des Anschlags überlegte man zunächst, die eigentlich in Cabinda stattfindenden Spiele der Gruppe B in die Hauptstadt Luanda zu verlegen. Auf einer Sondersitzung der CAF wurde jedoch beschlossen, die Spiele wie geplant in Cabinda auszutragen. Die Sicherheitsvorkehrungen hierfür wurden verschärft.
Einen Tag nach dem Anschlag zog der togoische Fußballverband seine Mannschaft zunächst vom Turnier zurück. Regierungssprecher Pascal Bodjona teilte mit: „Die Spieler stehen unter Schock. Deshalb hat die Regierung beschlossen, die Mannschaft zurückzurufen. Wir können nach diesem Drama nicht am Wettbewerb teilnehmen.“ Nach einer Mannschaftsbesprechung und einem Appell des angolanischen Premierministers Paulo Kassoma, die Abreise nochmals zu überdenken, trafen die Spieler jedoch die Entscheidung, doch am Turnier teilzunehmen. „Wir haben uns mit der gesamten Mannschaft getroffen, und letztendlich werden wir am Montag gegen Ghana auf den Platz gehen“, teilte Nationalspieler Alaixys Romao mit. Die togoische Regierung blieb jedoch bei ihrer Entscheidung, die Mannschaft nach Hause zu beordern. „Das Team muss abreisen und nach Togo zurückkehren. Wenn Spieler oder andere Personen bei der Eröffnungsfeier unter unserer Flagge stehen, dann repräsentieren sie nicht unser Land“, sagte der Premierminister Gilbert Houngbo. Die Mannschaft beugte sich schließlich der Anweisung der Regierung und reiste vom Turnier ab. Einen Tag nach Beginn des Afrika-Cups wurde Togo daraufhin auch offiziell disqualifiziert und aus dem Spielplan gestrichen. Die Gruppe B bestand anschließend aus lediglich drei Mannschaften.